# Deszcz w Cisnej
Deszcz w Cisnej – drugi solowy album polskiej piosenkarki Krystyny Prońko oraz towarzyszącego jej zespołu Koman Band.
Na płycie, oprócz kompozycji Janusza Komana, znalazły się także utwory Wojciecha Tarczyńskiego, Jacka Mikuły, wspólna (ponad 13. minutowa) kompozycja Komana i Wojciecha Waglewskiego oraz przebój sprzed lat autorstwa Henryka Warsa (na okładce i naklejkach przypisany Zygmuntowi Wiechlerowi) ze słowami Jerzego Jurandota „Powróćmy jak za dawnych lat”. Wszystkie nagrania z tego albumu były nagraniami radiowymi.
Krystynie Prońko towarzyszył zespół Koman Band pod kierownictwem Janusza Komana, a w utworze tytułowym – Orkiestra Polskiego Radia i Telewizji w Łodzi pod dyrekcją Henryka Debicha.
Winylowy LP ukazał się w 1978, wydany przez Polskie Nagrania Warszawa, a wyprodukowany przez Pronit z numerem 
katalogowym SX 1625. Ten sam materiał ukazał się również na kasecie noszącej tytuł Krystyna Prońko Koman Band a wydanej przez Wifon z numerem katalogowym NK 447.

## Muzycy
- Krystyna Prońko – śpiew
- Koman Band pod kier. Janusza Komana
- Orkiestra PRiTV w Łodzi pod dyr. Henryka Debicha

## Lista utworów
Strona A
| 1. | "Trafić w czas" (muz. Janusz Koman, sł. Bogdan Olewicz)              | 2:48  |
|    |                                                                      |       |
| 2. | "Welon" (muz. W. Tarczyński, sł. Ryszard Skalski)                    | 3:15  |
|    |                                                                      |       |
| 3. | "Nie pisałam już od lat" (muz. J. Koman, sł. Janusz Szczepkowski)    | 3:16  |
|    |                                                                      |       |
| 4. | "Powróćmy jak za dawnych lat" (muz. Henryk Wars, sł. Jerzy Jurandot) | 1:25  |
|    |                                                                      |       |
| 5. | "Czas robi swoje" (muz. J. Koman, sł. Maria Czubaszek)               | 3:34  |
|    |                                                                      |       |
| 6. | "Czas do snu" (muz. J. Koman, sł. Bogdan Olewicz)                    | 3:05  |
|    |                                                                      |       |
| 7. | "Dwa anioły" (muz. J. Koman, sł. J. Szczepkowski)                    | 2:10  |
|    |                                                                      |       |
|    |                                                                      | 19:33 |
|    |                                                                      |       |
Strona B
| 1. | "Deszcz w Cisnej" (muz. Jacek Mikuła, sł. Bogdan Olewicz)                            | 3:33  |
|    |                                                                                      |       |
| 2. | "Trawiaste przywidzenia" (muz. Janusz Koman, Wojciech Waglewski, sł. Bogdan Olewicz) | 13:00 |
|    |                                                                                      |       |
| 3. | "Modlitwa o miłość prawdziwą" (muz. Jacek Mikuła, sł. Bogdan Olewicz)                | 3:40  |
|    |                                                                                      |       |
|    |                                                                                      | 20:13 |
|    |                                                                                      |       |

## Informacje uzupełniające
- Zdjęcie na okładce – Paweł Karpiński
- Projekt graficzny okładki – Zbigniew Malicki